# Ботово (Дрње)
Ботово је насељено место у саставу општине Дрње у Копривничко-крижевачкој жупанији, Република Хрватска.

## Историја
До територијалне реорганизације у Хрватској налазило се у саставу старе општине Копривница.

## Становништво
На попису становништва 2011. године, Ботово је имало 272 становника.

## Попис1991.
На попису становништва 1991. године, насељено место Ботово је имало 300 становника, следећег националног састава:
| Попис 1991.‍  | Попис 1991.‍  | Попис 1991.‍ | Попис 1991.‍ | Попис 1991.‍ |
| ------------ | ------------ | ----------- | ----------- | ----------- |
|              |              |             |             |             |
| Хрвати       | Хрвати       |             | 295         | 98,33%      |
| Македонци    | Македонци    |             | 1           | 0,33%       |
| Немци        | Немци        |             | 1           | 0,33%       |
| Срби         | Срби         |             | 1           | 0,33%       |
| неопредељени | неопредељени |             | 2           | 0,66%       |
| укупно: 300  |              |             |             |             |